# 의무투표제

전세계 국가별 의무투표제 적용 현황 지도. 파랑은 의무투표제 없음, 엹은 하늘색은 의무투표제가 존재하나 처벌조항이 없음, 엹은 분홍색은 의무투표제가 존재하며 약한 처벌조항이 있음, 빨강은 의무투표제가 존재하며 강한 처벌조항이 있음을 의미한다.

의무투표제(義務投票制, 영어: compulsory voting)는 의무적으로 유권자에게 투표에 참여하거나 선거일에 투표장에 오도록 하는 제도를 이른다. 의무투표제에서는 유권자들에게 투표가 권리일 뿐 아니라 의무이기도 하다는 취지에서 투표 불참자에게 일정한 법칙이나 불이익을 부과한다. 법칙으로는 과태료 또는 투표권 박탈이 있고, 불이익으로는 공공서비스 이용을 제한하는 나라들이 있다. 법칙을 끝내 이행하지 않으면 투옥될 수도 있지만, 그런 사례는 알려지지 않았다.

## 역사
고대 그리스, 아테네 민주주의에서는 정치참여가 자율에 맡겨졌다고 통상 알려져 있다. 하지만 아리스토파네스의 『아카르나이 사람들』에는 노예들이 빨간색 밧줄로 시민들을 아고라에서 민회장소(프뉙스)로 몰아가는 장면이 나온다. 옷에 빨간 얼룩이 묻은 사람에게는 과태료가 매겨졌다고 한다. 물론 아리스토파네스의 희곡을 액면 그대로 역사적 서술이라고 받아들일 수는 없다. 실제 그런 일이 있었을지도 모르지만, 아리스토파네스의 창작일지도 모르는 일이기 때문이다.
의무투표제를 주장하는 일반적인 근거는 이러한 제도를 통해 정부가 투표한 유권자 뿐 아니라 국민 대다수를 대표할 수 있다는 것이다. 의무투표제는 정치적으로 활발하지 못한 사회 집단을 정부가 무시하지 못하게끔 하는데 도움이 된다.
의무투표제에서 정치 지도자는 투표율이 낮은 非의무투표제의 경우보다 정치적 정당성을 더욱 주장할 것이다.
의무투표제는 투표 접근권에 대한 방해를 막기 위한 것이다. 이 제도는 사회적으로 불리한 사람들이 정치와 접근하는 수단이며, 외부 요인(날씨, 교통, 고용주 등)이 개인의 투표 역량에 영향을 주는 것을 완화해준다.
그밖에 근거로는 의무투표제로  사람들이 심각한 정치 사안에 대해 더욱 생각하게끔 하리라는 것이다. 그리하여 정부는 마땅히 추진할 필요가 있으나 심각하고 인기가 없을 공산이 큰 문제에 대해 더욱 적극적으로 대처할 수 있다.
투표자가 선거에서 어느 쪽에도 선택하길 원치 않는다면, 그런 사람들은 무효 투표를 하거나 기권을 하면 된다. 의무투표제를 지지하는 사람들은 이것이 전혀 투표하지 않는 것보다는 낫다고 주장한다. 어떤 곳의 사법 체계에서 투표자는 후보 중 아무도 지지하지 않을 경우 '아무도 지지하지 않을 권리가 있다.

## 반대 의견
투표는 시민의 의무가 아닌 시민의 권리라는 것이다. 시민은 법적인 권리(자유로운 발언, 투표 등)를 행사할 수 있으나, 이것은 강제되지 않는다. 의무투표제는 시민의 기본적인 자유를 침해하는 것으로 비춰질 수 있다. 투표 불참자에 벌금을 매기는 것이 이들을 억압하여 더욱 침묵하게 한다고 생각한다.
어떤 사람은 정치에 관심이 없거나 후보자에 대해 모르는 경우 의무투표제의 문제를 지적하기도 한다. 또 정치에 대해 잘 알고 있더라도 선호하는 후보나 지지하는 정치 제도가 없는 경우도 있다. 이런 사람은 법적 의무를 이행하고자 아무렇게나 표를 던질 수도 있는데, 이러한 당나귀 투표는 의무투표제 하에서 투표의 1~2% 정도를 차지하는 것으로 보이며, 선거 결과에 영향을 줄 수 있다. 이처럼 유권자는 후보에 대해 제대로 알지 못한 채 투표를 하거나, 개표를 지연하거나 선거를 망치고자 일부러 투표를 제대로 하지 않을 수도 있다.
의무투표제를 옹호하는 입장에서는 의무투표제가 정치의 대표성을 제고한다고 주장하지만, 자율 투표를 주장하는 어떤 이는 자율 선거에서 낮은 투표 참여 자체를 시민의 정치적 의사 표시로 본다. 즉 지금의 정치에 대해 만족하는 의미도 될 수 있다. 이런 종류의 검증되지 않은 일반론은 신중하게 해석해야 하는데, 낮은 투표율은 유권자의 불만족이나 대중의 정치 무관심을 뜻한다고 해석할 수도 있기 때문이다.

## 효과
2004년 오스트레일리아의 어느 특집 사설에서 의무투표제로 말미암아 후보자나 정당이 자기네 "기본" 지지자에 호소하기 보다는 의사를 결정하지 못한 유권자를 공략하게 하여 부동층에 대한 선거 캠페인에 영향을 줄 수 있다고 주장하였다. 즉 정치인들이 기존의 폭넓은 지지층보다는 상대적으로 소규모의 부동층 유권자에 호소하기 위해 본래의 정치적 성향을 완화하고 더욱 중도적으로 기울 수도 있다는 것이다.

## 국가별 현황

### 과거 사례
- 미합중국의 조지아주: 1777년 조지아 주에서는 투표불참자에게 5파운드를 미만의 과태료를 부과하도록 주 헌법으로 정한 바 있다.

- 오스트리아: 1929년 대통령 선거에서 도입되었으며, 1949년에는 일부 주의 의회 선거에서 적용되었다가 1982년에서 2004년 사이 점차 폐지되고 있다.
- 네덜란드: 1917년 보통선거제와 함께 도입되었으나 1970년에 폐지되었다.
- 에스파냐: 1907~1923년 사이. 그러나 시행되지는 않았다.
- 베네수엘라: 1993년
- 칠레: 유권자로 등록한 사람에 한정. 2009년 법적으로 폐지되었으며, 2012년 선거부터는 적용되지 않았다. 이후 투표율이 10~20% 하락.

### 현재 사례
현재 32개국이 의무투표제를 채택하고 있다. 오스트레일리아처럼 벌칙에 불복하면 강제력이 발동될 수 있는 경우도 있고, 벌칙만 있고 강행규정은 없는 나라도 있다. 2006년 현재 세계 32개국이 의무투표제를 시행중이며 그중 19개국은 강행규정을 가지고 있다. OECD 국가 중에는 오스트레일리아, 오스트리아, 벨기에, 룩셈부르크, 그리스, 스위스, 튀르키예가 강행규정을 가지고 있으며, 프랑스, 이탈리아는 강행규정은 없이 벌칙만 있다.
벌칙과 불편을 부과하는 실태는 나라에 따라 매우 다양하다.
1. 과태료: 오스트레일리아는 20AUD, 아르헨티나는 10-20 페소, 스위스는 3 스위스프랑, 키프로스는 300 키프로스 파운드 등을 부과한다.
2. 참정권 박탈: 벨기에에서는 15년 동안 4회이상 투표에 불참하면 투표권이 10년간 박탈된다. 싱가포르에서는 불참자는 유권자 명부에서 지워지고, 복구를 원하는 사람은 불참에 대한 합당한 사유를 제시하면서 투표권을 다시 신청해야 한다.
3. 기타 공공서비스 제한: 그리스는 여권과 운전면허증 발급을 제한한다. 벨기에는 공공기관 채용을 제한한다. 페루에서는 선거에 참여했다는 인증서를 수개월 가지고 다녀야 한다. 그것이 없으면 여러 가지 불편을 겪는다. 볼리비아에서는 석 달 동안 자기 은행계좌에서 봉급을 인출할 수 없다.

#### 강행규정이 있는 나라
의무투표제를 시행하면서 투표불참자에게 벌칙을 정하고 있는 나라는 다음과 같다.
- 아르헨티나: 18세~70세 사이 모든 시민 대상. 70세 초과는 적용되지 않는다.
- 오스트레일리아: 18세 이상의 모든 성인에 대해 지역, 주, 국가 차원의 선거에 등록된 선거인.
- 벨기에: 1893년에 보통선거를 실시하면서 동시에 의무투표제를 도입했다. 당시 투표율이 30-40% 수준이었기 때문이다. 투표불참자는 법원으로부터 사유를 소명하라는 편지를 받고, 소명한 사유가 합당하다고 인정되지 않으면 과태료가 부과된다. 처음이면 25-50유로지만 두 번째에는 50-125유로로 액수가 커진다. 15년 동안 네 번 투표에 불참하면 그 후 10년 동안 투표권이 박탈된다. 그러나 실제로 처벌을 받는 사람 수는 많지 않다. 예컨대 1985년 불참자 450,000명 가운데 과태료가 부과된 사람은 62명에 그쳤다. 무엇보다 법원의 업무가 폭주해서 이 사무의 우선순위가 높을 수 없기 때문이다. 그럼에도 불구하고 벨기에의 투표율은 90%를 넘는다. 최근 30년 사이에 최고 94.6%(1981), 최저 90.6%(1999)이다. 네덜란드가 의무투표제를 폐지한 1970년 이후 벨기에에서도 폐지론이 일각에서 제기되고 있지만, 실제 폐지할 정도의 다수 여론이 모이지는 않고 있다.[3]
- 브라질[4]: 16세~18세 사이 시민과 70세 초과의 시민은 해당되지 않는다.
- 키프로스
- 콩고 민주 공화국
- 에콰도르: 18세~65세 사이 모든 시민에게 적용. 16~18세 사이 시민과 문맹자, 65세 초과의 시민은 해당되지 않는다.
- 피지
- 리히텐슈타인
- 나우루
- 페루: 18세~70세 사이 모든 시민에게 적용. 70세 초과의 시민은 해당되지 않는다.
- 싱가포르
- 스위스: 샤프하우젠주에서 적용.
- 튀르키예
- 우루과이
- 가봉: 벌금

사우스오스트레일리아주에서는 주 선거에 등록된 사람은 의무 투표가 적용되지 않는다. 그렇지만 이 비의무투표자 등록은 이 연방 주 차원의 제도로, 국가 차원의 선거에서는 사실상 의무 투표가 적용된다.
- 조선민주주의인민공화국

#### 의무로 정하기만 하고 강행규정은 없는 나라
의무투표제를 채택했지만 강행 규정이 없는 나라도 있다.
- 볼리비아: 21세 이상 모든 시민에게 의무투표가 적용되며, 18세~21세 사이의 결혼한 시민도 해당된다.
- 코스타리카
- 도미니카 공화국: 군인이나 경찰은 투표하지 않는다.
- 이집트: 남성에게만 적용된다.
- 엘살바도르
- 프랑스: 상원 선거에만 적용된다.
- 그리스
- 과테말라: 군 장교는 투표하지 않는다.
- 온두라스
- 인도
- 인도네시아: 인도네시아 울라마 회의(MUI) 파트와(fatwa)에서 무슬림에게만 의무투표가 적용되며, 기권은 종교적으로 금지된다.
- 이탈리아: 대부분의 선거에서 18세 이상의 시민에게 적용되며, 상원 선거의 경우 25세 이상의 시민에게 적용된다.
- 룩셈부르크
- 멕시코
- 파나마
- 파라과이: 18세~75세 사이 시민에게 적용되며, 75세 초과는 해당되지 않는다.
- 필리핀
- 태국

#### 의무투표제를 시행했다가 폐지한 경우
네덜란드는 1970년에 의무투표제를 폐지했는데, 그 후 투표율이 약 20%포인트 하락했다. 베네수엘라는 1993년에 의무투표제를 폐지했는데, 그 후로 투표율이 30%포인트가량 떨어졌다.

### 부대조건
의무투표제를 시행하는 경우 대개 "합당한 사유"가 있다면 처벌을 강제하지 않는다. 선거일에 병이 났거나, 투표장에서 너무 멀리 떨어져 있었거나, 외국에 체류중이었거나, 기타 등등 나름대로 합당한 사유만 제시한다면 벌칙을 부과하면 안 된다. 이 제도의 취지는 처벌에 있는 것이 아니라 독려에 있기 때문이다.
아울러 사전투표, 우편투표, 부재자투표, 이동식 투표소, 등등, 다양한 방식으로 투표편의를 제공해줘야 의무투표라는 제도에 정당성이 확보될 수 있다.
.